# Gemelliporidra ornatissima
Gemelliporidra ornatissima är en mossdjursart som beskrevs av Canu och Bassler 1928. Gemelliporidra ornatissima ingår i släktet Gemelliporidra och familjen Hippaliosinidae. Inga underarter finns listade i Catalogue of Life.